# Dunlop Srixon World Challenge 2017
Die Dunlop Srixon World Challenge 2017 war ein Tennisturnier der ATP Challenger Tour 2017 für Herren und ein Tennisturnier des ITF Women’s Circuit 2017 für Damen in Toyota. Die Turniere fanden zeitgleich vom 13. bis 19. November 2017 statt.